# Erwin Hausherr
Erwin Hausherr, Pseudonym Rudolf Herwin (* 1895 in Bern; † 1976), war ein Schweizer panidealistischer Schriftsteller.
Hausherr befasste sich in seinen Schriften mit Kunst und war stark von Rudolf Maria Holzapfel beeinflusst. Er war erster Präsident der Internationalen panidealistischen Vereinigung (IPV). In den 1930er Jahren veröffentlichte er Beiträge in den Heften der Wandlung der Vereinigung. Mit Otto Burri gab er ab 1961 die Panidealistische Umschau heraus.

## Schriften (Auswahl)
- Als Rudolf Herwin: Vom Kunstschaffen und seinen neuen Zielen: Einblicke in Rudolf Maria Holzapfels Erforschung des Schaffens. Psychokosmos-Verlag, München 1928.
- Rapport annuel de la Ligue suisse pour la protection de la nature pour l’année 1931.
- Landgut und Naturpark Elfenau bei Bern. Haupt, Bern 1944.
- Die Berner Elfenau. Kleiner Streifzug durch ein Landschaftsidyll am Rande der Grossstadt. (= Hochwächter: Blätter für heimatliche Art und Kunst). P. Haupt, Bern 1954.